# GKV (korfbal)
GKV staat voor Gorinchem Korfbal Vereniging en is een Nederlandse korfbalclub uit Gorinchem.
De club is opgericht in 1929. De club had in 2019 ongeveer 360 spelende leden.

## Niveau
In 2011 maakte de club voor de eerste keer in de clubhistorie de promotie naar de Hoofdklasse (zaalkorfbal). Dit is het een-na-hoogste zaalkorfbalniveau, onder de Korfbal League.
Zo was seizoen 2011-2012 het eerste seizoen op Hoofdklasse niveau.
In seizoen 2014-2015 werd GKV 2e in de Hoofdklasse poule, waardoor het zich voor de eerste keer in de clubgeschiedenis plaatste voor de play-offs. In de best-of-3 serie werd echter verloren van DOS'46, waardoor er geen promotie kon worden gemaakt naar de Korfbal League.
Slechts 1 jaar later, in seizoen 2015-2016 werd de ploeg slechts 8e in de poule, waardoor de ploeg degradeerde naar de Overgangsklasse.
Pas na 3 jaar keerde GKV terug naar de Hoofdklasse. In seizoen 2020-2021 maakte de ploeg hier weer de rentree. Dit seizoen werd echter geplaagd door de coronapandemie.